# Chrestyschtsche (Kramatorsk)
Chrestyschtsche (ukrainisch Хрестище; russisch Крестище Krestischtsche) ist ein Dorf im Norden der ukrainischen Oblast Donezk mit 1100 Einwohnern (2020).
Am 12. Juni 2020 wurde das Dorf ein Teil neugegründeten Stadtgemeinde Swjatohirsk, bis bildete es zusammen mit den Dörfern Adamiwka, Hlyboka Makatycha (Глибока Макатиха) und Mykilske (Микільське) die Landratsgemeinde Chrestyschtsche (Хрестищенська сільська рада/Chrestyschtschenska silska rada) im Norden des Rajons Slowjansk.
Am 17. Juli 2020 wurde der Ort ein Teil des Rajons Kramatorsk.